# Melalgus jamaicensis
Melalgus jamaicensis är en skalbaggsart som först beskrevs av Pierre Lesne 1906.  Melalgus jamaicensis ingår i släktet Melalgus och familjen kapuschongbaggar. Inga underarter finns listade i Catalogue of Life.